# Korona II Kielce

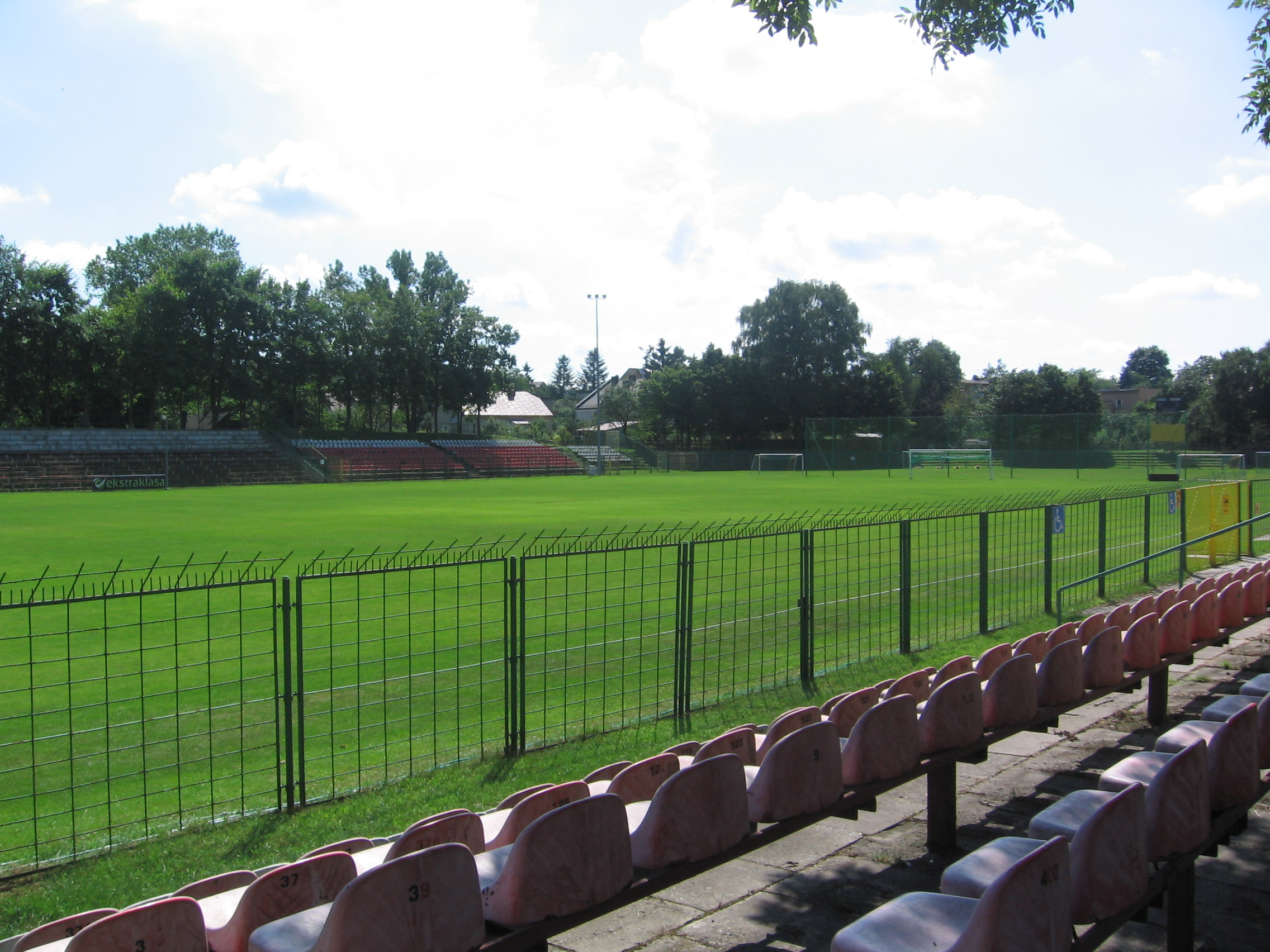
Stadion przy ul. Szczepaniaka - obiekt, na którym mecze rozgrywa Korona II Kielce

Korona II Kielce – druga drużyna (zespół rezerw) Korony Kielce. Na 3. poziomie ligowym zadebiutowała w sezonie 2006/2007. Występuje w III lidze.

## Historia
W sezonie 2003/2004 rezerwy Kolportera Korony Kielce brały udział w rozgrywkach klasy A, którą wygrały bez żadnej porażki i awansowały do V ligi. W kolejnych rozgrywkach ustanowiły rekord 45 nieprzegranych meczów. Porażkę poniosły dopiero w spotkaniu z Zenitem Chmielnik i również za tą drużyną uplasowały się w ligowej tabeli. Drugie miejsce dało im promocję do IV ligi, w której okazały się najlepsze, uzyskując awans do III ligi. Celem kielczan w sezonie 2006/2007 było ogrywanie młodych zawodników, wspieranych często przez doświadczonych piłkarzy z pierwszego składu. Zespół prowadzony przez Arkadiusza Bilskiego i Arkadiusza Kaliszana imponował widowiskową grą. Cechą charakterystyczną drużyny była duża rotacja w składzie – w całym sezonie wystąpiło aż 38 graczy. Ostatecznie klub zakończył sezon na szóstym miejscu, a od maja 2007 roku grał pod wodzą Sławomira Grzesika.
Przed sezonem 2007/2008 utworzono Młodą Ekstraklasę, do której przystąpiła także Korona. W debiutanckim sezonie kielczanie zajęli drugie miejsce, przegrywając zwycięstwo w całych rozgrywkach w ostatnim meczu z Wisłą Kraków. Latem 2008 roku klub został zdegradowany do nowo utworzonej I ligi, przez co ponownie zostały utworzone rezerwy. Drugi zespół kielczan stał się rewelacją rozgrywek, w rundzie wiosennej stracił punkty tylko w ostatnim pojedynku. Cały sezon zakończył na pierwszym miejscu z dorobkiem 67 punktów. Ponadto wygrał Puchar Polski na szczeblu okręgu, pokonując w finale 4:1 Pogoń Staszów. W sezonie 2009/2010 pierwsza drużyna znalazła się w Ekstraklasie, dlatego po raz drugi wystawiła zespół w Młodej Ekstraklasie. Młodzi piłkarze uplasowali się na 10 lokacie, zagrali także w Pucharze Polski (jako Korona II Kielce), w którym odpadli w rundzie wstępnej, przegrywając 0:2 z pierwszoligowym MKS-em Kluczbork. W sezonie 2010/2011 Młoda Korona zajęła w tabeli ostatnie miejsce. Kielczanie odstawali od reszty stawki, gdyż grali w praktyce samymi juniorami. Starsi gracze zostali wypożyczeni do innych klubów. Była to celowa polityka transferowa Korony, skierowana na to, aby drużyna Młodej Ekstraklasy „była taką z prawdziwego zdarzenia”. W kolejnych sezonach klub uplasował się na 7 oraz 6 pozycji.
Od sezonu 2013/2014 Młoda Ekstraklasa została zlikwidowana w związku z utworzeniem przez Polski Związek Piłki Nożnej Centralnej Ligi Juniorów. Po zmianie właściciela klubu w 2017 roku zdecydowano, że rezerwy nie przystąpią do rozgrywek ligowych w sezonie 2017/2018. Zespół Korony II Kielce reaktywowano jednak w sezonie 2018/2019, a klub wziął udział w rozgrywkach IV ligi, które wygrał i zapewnił sobie awans do III ligi. III liga w sezonie 2019/2020 została zakończona z powodu koronawirusa po 19 kolejkach. Rezerwy Korony uplasowały się na czwartej pozycji. W sezonie 2020/2021 Korona II uplasowała się na 18. pozycji, co oznaczało spadek do IV ligi. Po jednym sezonie rezerwy Korony wróciły na IV szczebel rozgrywkowy wygrywając grupę świętokrzyską IV ligi, z 9. punktami przewagi nad drugim Starem Starachowice. W sezonie 2022/2023 zespół rezerw ponownie zanotował spadek do IV ligi.

## Korona II w poszczególnych sezonach
| Sezon     | Liga                                           | Poziom ligowy                                  | Pozycja w tabeli                               | Punkty i różnica bramek                        | Puchar Polski (RPP)        | Uwagi  |
| --------- | ---------------------------------------------- | ---------------------------------------------- | ---------------------------------------------- | ---------------------------------------------- | -------------------------- | ------ |
| 2003/2004 | klasa A, gr. świętokrzyska I                   | VI                                             | 1/13                                           | 70/+110                                        | (I runda )                 | awans  |
| 2004/2005 | klasa okręgowa, gr. świętokrzyska              | V                                              | 2/16                                           | 78/+66                                         | (III runda)                | awans  |
| 2005/2006 | IV liga, gr. świętokrzyska                     | IV                                             | 1/15                                           | 59/+51                                         | (1/4 finału)               | awans  |
| 2006/2007 | III liga, gr. IV                               | III                                            | 6/16                                           | 49/+19                                         | (IV runda)                 | [ a ]  |
| 2007/2008 | Młoda Ekstraklasa                              | brak                                           | 2/15                                           | 54/+25                                         | (1/4 finału)               |        |
| 2008/2009 | III liga, gr. VII                              | IV                                             | 1/16                                           | 67/+30                                         | (zwycięstwo)               | [ c ]  |
| 2009/2010 | Młoda Ekstraklasa                              | brak                                           | 10/16                                          | 39/-10                                         | runda wstępna (1/2 finału) |        |
| 2010/2011 | Młoda Ekstraklasa                              | brak                                           | 16/16                                          | 21/-37                                         | brak udziału               |        |
| 2011/2012 | Młoda Ekstraklasa                              | brak                                           | 7/16                                           | 47/+6                                          | brak udziału               |        |
| 2012/2013 | Młoda Ekstraklasa                              | brak                                           | 6/16                                           | 49/+18                                         | (1/4 finału)               |        |
| 2013/2014 | III liga, gr. VII                              | IV                                             | 9/18                                           | 47/+10                                         | (1/4 finału)               |        |
| 2014/2015 | III liga, gr. VII                              | IV                                             | 10/18                                          | 49/-9                                          | (IV runda)                 |        |
| 2015/2016 | III liga, gr. VII                              | IV                                             | 12/18                                          | 45/+19                                         | (1/4 finału)               | spadek |
| 2016/2017 | IV liga, gr. świętokrzyska                     | V                                              | 3/18                                           | 66/+54                                         | (finał)                    | [ d ]  |
| 2017/2018 | drużyna nie występowała w rozgrywkach ligowych | drużyna nie występowała w rozgrywkach ligowych | drużyna nie występowała w rozgrywkach ligowych | drużyna nie występowała w rozgrywkach ligowych | (III runda)                |        |
| 2018/2019 | IV liga, gr. świętokrzyska                     | V                                              | 1/18                                           | 83/+80                                         | (IV runda)                 | awans  |
| 2019/2020 | III liga, gr. IV                               | IV                                             | 4/18                                           | 34/+8                                          | (finał)                    | [ e ]  |
| 2020/2021 | III liga, gr. IV                               | IV                                             | 18/21                                          | 42/-28                                         | (1/8 finału)               | spadek |
| 2021/2022 | IV liga, gr. świętokrzyska                     | V                                              | 1/18                                           | 86/+61                                         | (1/8 finału)               | awans  |
| 2022/2023 | III liga, gr. IV                               | IV                                             | 15/18                                          | 39/+5                                          | (1/4 finału)               | spadek |
| 2023/2024 | IV liga, gr. świętokrzyska                     | V                                              | 1/18                                           | 87/+99                                         | (1/4 finału)               | awans  |
| 2024/2025 | III liga, gr. IV                               | IV                                             | 6/18                                           | 61/+21                                         | (zwycięstwo)               |        |